# Nagualizm

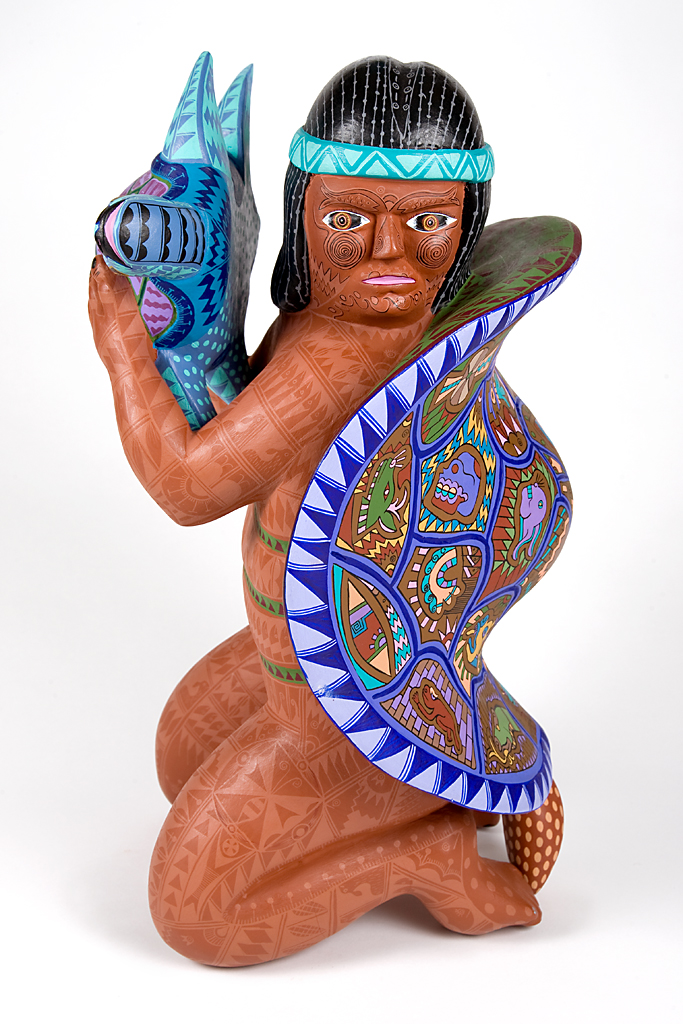
Przedstawienie naguala autorstwa artysty ludowego Jacoba Angelesa Ojedy z San Martin w Oaxace

Nagualizm – kult religijny jednoczący wiele plemion Ameryki Centralnej w opozycji do rządu i religii przywiezionej na ich ląd z Europy.
Najstarsza wzmianka pochodzi z 1530 roku u historyka Herrery odnoszącego się do górzystych terenów Hondurasu, do plemiona z majańskiej rodziny językowej. Brzmiała ona następująco:
„Diabeł zwykł zwodzić tubylców pod postacią lwa, tygrysa, kojota, jaszczura, węża, ptaka czy innych zwierząt. W stosunku do tych wcieleń używają słowa Nagual, co oznacza sprzymierzeńca lub opiekuna.”

Misjonarze Nowej Hiszpanii często przekazywali informacje o naualli (liczba mnoga nanahualtin) w odniesieniu do czarnoksiężników - ludzi wiedzy - których się bali. Wszystkie przesłanki na ten temat były obarczone demonizacją wiary Indian przez białych najeźdźców, wokół nanahuatlin krążyły historie o ich zdolnościach zmiany w zwierzęta i strasznych czynach, których się dopuszczali – jak na przykład wysysanie krwi dzieciom. Widać również liczne powiązania z roślinami mocy, jak na przykład pejotlem.
Naguale (w odniesieniu do ludzi wiedzy) nie utracili na znaczeniu w wyniku konkwisty. Ludność tubylcza nadal znajdowała w nich źródło nauk, lekarstw oraz możliwość kultywowania własnej tradycji. Jednak nigdzie w Meksyku (ze wskazaniem na języki uto-azteckie, do których zalicza się między innymi plemię Yaqui) słowo nagual nie ma w sobie znaczenia, jakie podaje Herrera, czyli ducha opiekuńczego. Plemiona te mają jednak coś, co Brinton ujmuje jako taki właśnie typ protekcyjnej siły otrzymywany przez człowieka w momencie narodzin – nazywa się ją tonalem człowieka („tonalli of a person”), słowem tłumaczonym jako coś, co tworzy jego indywidualność, osobny byt.
Dużo informacji dostarczył Francisco Nuñez de la Vega, dominikanin, który w 1682 został biskupem stanu Chiapas. Z jego tekstów dowiadujemy się, że w osiemnastym wieku nagualizm był rozprzestrzenioną i aktywną instytucją Indian we wschodnim Meksyku. Na czele tej rytualnej instytucji stali ludzie cieszący się ogromnym szacunkiem, nazywano ich „władcami miasta” („maestros de los pueblos”).
Termin został rozpowszechniony za sprawą Carlosa Castanedy, autora serii książek traktujących o tematyce indiańskiego szamanizmu, który powoływał się na Don Juana Matusa, niedającej się potwierdzić w rzeczywistości postaci szamana z plemienia Yaqui, według którego nagualem była każda osoba, która potrafiła przenieść ludzi w "nowe rejony świadomości". Jest to również nazwa bezosobowego bytu doskonałego, rodzaju nieskończonej siły kosmicznej, najbardziej zbliżonej do chińskiej idei dao oraz nazwa zespołu praktyk prowadzących do zespolenia się z owym bytem doskonałym. Błędem jednak jest traktowanie dorobku pisarskiego Castanedy w kategoriach literatury faktu - co do tego środowisko antropologiczne jest zgodne.